# Готабаја Раџапакса
Нандасена Готабаја Раџапакса (синх. නන්දසේන ගෝඨාභය රාජපක්ෂ, там. நந்தசேன கோட்டாபய ராஜபக்ஸ; 20. јун 1949) шриланчански је политичар и бивши официр. Обављао је функцију председника Шри Ланке од 18. новембра 2019. до 14. јула 2022. године. Такође обавља функције министра одбране и технологије. Претходно је од 2005. до 2015. године радио као секретар министарства одбране и урбаног развоја под вођством свог старијег брата Махинде Раџапаксе. Тада је водио оружане снаге Шри Ланке против Тамилских тигрова што је резултирало крај грађанског рата на Шри Ланки.